# Yangi Qala (huyện)
Yangi Qala là một huyện thuộc tỉnh Takhar, Afghanistan. Dân số thời điểm năm 1999 là 72,404 người.